# Calínico I de Constantinopla
Calínico I de Constantinopla foi o patriarca de Constantinopla de 693 a 705, durante um conturbado período conhecido como Anarquia de vinte anos. Inicialmente um presbítero da Igreja de Santa Maria de Blaquerna, foi elevado com a morte do patriarca Paulo III (687–693). Nesta época, o imperador Justiniano II (r. 685–695) comprometeu-se com a construção de um palácio próximo à igreja de Maria, o que demandava a demolição do edifício. O imperador ordenou que o patriarca lhe desse sua benção por desmantelá-la, porém Calínico recusou-se ao alegar que orava somente pela construção de igrejas, não pela destruição delas.
Tempos depois destes eventos, Justiniano II foi vítima de um golpe no qual Calínico tomou parte. O imperador foi exilado para o Quérson, onde foi vítima rinocopia (corte do nariz). Em seu lugar assumiu Leôncio (r. 695–698). Em 705, quando Justiniano retornou triunfalmente para Constantinopla e reascendeu ao trono, Calínico foi preso, cegado e confinado a um mosteiro. Ele é reconhecido como um santo pela Igreja Ortodoxa e sua festa é celebrada no dia 23 de agosto.